# Ketoaldehyde

Strukturformel von Methylglyoxal

Strukturformel von Phenylglyoxal

Die Ketoaldehyde sind Verbindungen, die eine Aldehydgruppe und eine Ketogruppe enthalten.
Der einfachste Vertreter ist das Methylglyoxal (2-Oxopropanal, Brenztraubensäurealdehyd).